# Faramund
Faramund (fr. Pharamond, ur. około 370, zm. 428) – uważany za pierwszego monarchę merowińskiego, pierwszego legendarnego króla Franków.

## Legendarne pochodzenie Franków
Według podań Faramund pochodził z rodu Priama – legenda ta miała na celu odwołanie się do prestiżowych przodków, waloryzację dziedzictwa antycznego przez najeźdźców germańskich oraz stworzenie poczucia jedności i wspólnych korzeni, co wykorzystywane było następnie przez władców w celu mobilizowania poddanych do walki o dobra i o terytoria. Legenda dotycząca trojańskich korzeni Franków, utworzona w VII wieku, używana była aż do połowy wieku XVI, a bohaterowie Troi byli uznawani w tym okresie za mitycznych przodków. Niemniej od 1450 roku, Włochy, a 70 lat później również Niemcy, odrzucają ją, przyjmując, że Frankowie pochodzą od pogańskich Germanów.
Dwa teksty, pochodzące z końca VII wieku, uznawane są za źródło legendy o powstaniu Francji. Historia Francorum z ok. 660 roku, napisana przez Fredegara, wprowadza postać Franciona, syna Frigy, brata Eneasza, który tworzy silne królestwo między Renem a Dunajem. Pokonuje Alanów i otrzymuje imię Franc lub feroce – nieposkromiony. Drugi tekst, Gesta Regum Francorum, wprowadza postać Antenora (stworzonego przez Wergiliusza w Eneidzie) i młodego Priama. W XIII wieku Grandes Chroniques de France oraz inne pisma historyczne łączą te dwie legendy – i ta właśnie podwójna wersja pozostaje popularna do XVI wieku.

## Legendarne dokonania Faramunda
Książę był przedstawiany jako poganin. Mógł być synem lub zięciem Markomera, bliżej nieznanego władcy Franków salickich, co by wyjaśniało jego tytuł królewski. W okolicach roku 420 miał on zostać postawiony na czele armii i uznany za stojącego na czele ludu – w taki właśnie sposób Frankowie ustanawiali swoich władców. W tymże roku miał przekroczyć Ren w okolicach Kolonii, kierując się na zachód, i podzielić plemię Franków na dwie części: Franków salickich i Franków reńskich.
Według niektórych źródeł, jego żoną była Imbergede (lub Imbergide), córka Waso-Gasta (lub Bafogasta), jednego z czterech władców galijskich. Nie mając z nią dzieci, poślubić miał następnie Argottę, z którą miał dwóch synów: Klodiana i Clenusa.

## Początki prawa salickiego
Faramundowi przypisuje się stworzenie prawa salickiego – zbioru uregulowań zredagowanego potem przez Chlodwiga (jako Pactus legis salicæ). Prawo salickie pojawia się w tekstach począwszy od VII wieku, gdzie Fredegar, prawdopodobnie w celu ostatecznego określenia początków państwa Franków, łączy postać Faramunda (jak było wspomniane wyżej, postać możliwie nieistniejąca) z pierwszą legislacją francuską – w ten sposób monarchia i prawo pojawiają się jednocześnie, co jest elementem nowym na tle wcześniejszych pism. Gesta Regum Francorum, wiek później, powtarzają wersje Fredegara, doceniając jej wartość symboliczną.